# Kvartär
| Kvartär de senaste 2,58 miljoner åren | Kvartär de senaste 2,58 miljoner åren | Kvartär de senaste 2,58 miljoner åren | Kvartär de senaste 2,58 miljoner åren |
| Period (System)                       | Epok (Serie)                          | Ålder (Etage)                         | Miljoner år sedan                     |
| ------------------------------------- | ------------------------------------- | ------------------------------------- | ------------------------------------- |
| Kvartär                               | Holocen                               | Meghalaya                             | 0,004–0,000                           |
| Kvartär                               | Holocen                               | Northgrip                             | 0,008–0,004                           |
| Kvartär                               | Holocen                               | Greenland                             | 0,012–0,008                           |
| Kvartär                               | Pleistocen                            | Övre                                  | 0,129–0,012                           |
| Kvartär                               | Pleistocen                            | Chiba                                 | 0,774–0,129                           |
| Kvartär                               | Pleistocen                            | Calabria                              | 1,80–0,774                            |
| Kvartär                               | Pleistocen                            | Gela                                  | 2,58–1,80                             |
| Neogen                                | Pliocen                               | Piacenza                              | tidigare                              |

Kvartär är en geologisk period från cirka 2,6 miljoner år sedan till nutid. Kvartär kännetecknas av återkommande nedisningar i bland annat Nordeuropa och Nordamerika. Kvartär delas in i epokerna pleistocen och holocen. 
I Sverige finns det avlagringar från de tre senaste nedisningarna under kvartär, Elster, Saale och Weichsel, samt de mellanliggande varmperioderna (interglacialerna) Holstein och Eem. Naturgeografiska effekter från kvartära istider är också framträdande i landskapet, som rullstensåsar.

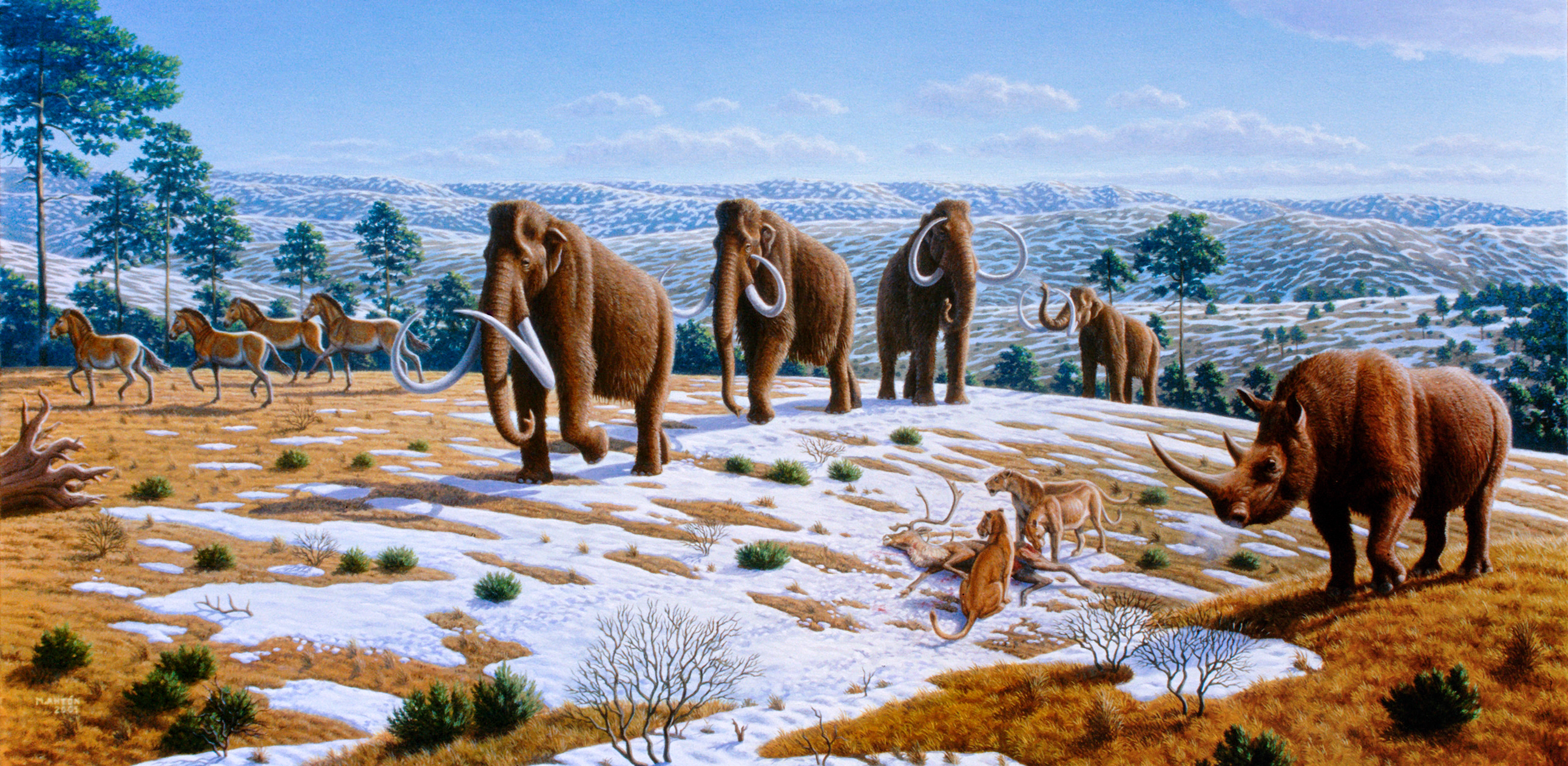
Pleistocen i norra Spanien under kvartär med ullhårig mammut, grottlejon, ren, tarpan och ullhårig noshörning.

| Fanerozoikum                 | Fanerozoikum       | Fanerozoikum | Fanerozoikum      |
| Eon                          | Era                | Period       | Miljoner år sedan |
| ---------------------------- | ------------------ | ------------ | ----------------- |
| Fanero- zoikum               | Kenozoikum         | Kvartär      | 2,6–0,0           |
| Fanero- zoikum               | Kenozoikum         | Neogen       | 23–2,6            |
| Fanero- zoikum               | Kenozoikum         | Paleogen     | 66–23             |
| Fanero- zoikum               | Mesozoikum         | Krita        | 145–66            |
| Fanero- zoikum               | Mesozoikum         | Jura         | 201–145           |
| Fanero- zoikum               | Mesozoikum         | Trias        | 252–201           |
| Fanero- zoikum               | Paleozoikum        | Perm         | 299–252           |
| Fanero- zoikum               | Paleozoikum        | Karbon       | 359–299           |
| Fanero- zoikum               | Paleozoikum        | Devon        | 419–359           |
| Fanero- zoikum               | Paleozoikum        | Silur        | 444–419           |
| Fanero- zoikum               | Paleozoikum        | Ordovicium   | 485–444           |
| Fanero- zoikum               | Paleozoikum        | Kambrium     | 541–485           |
| Protero- zoikum              | Neoprotero- zoikum | Ediacara     | tidigare          |
| Se även Geologisk tidsskala. |                    |              |                   |

| Kvartär Klimatskeden i Norra Europa | Kvartär Klimatskeden i Norra Europa   | Kvartär Klimatskeden i Norra Europa |
| Glacial / Interglacial              | Stadial / Kron Syreisotopstadium, MIS | Tusental år sedan                   |
| ----------------------------------- | ------------------------------------- | ----------------------------------- |
| Flandern (Holocen) värmetid MIS 1   | Subatlantisk tid                      | 2,6–0,0                             |
| Flandern (Holocen) värmetid MIS 1   | Subboreal tid                         | 5,8–2,6                             |
| Flandern (Holocen) värmetid MIS 1   | Atlantisk tid                         | 9,0–5,8                             |
| Flandern (Holocen) värmetid MIS 1   | Boreal tid                            | 9,9–9,0                             |
| Flandern (Holocen) värmetid MIS 1   | Preboreal tid                         | 11,7–9,9                            |
| Weichsel istid                      | Yngre dryas                           | 13–11,7                             |
| Weichsel istid                      | Alleröd                               | 14–13                               |
| Weichsel istid                      | Äldre dryas                           | 14                                  |
| Weichsel istid                      | Bölling                               | 15–14                               |
| Weichsel istid                      | Äldsta dryas                          | 16–15                               |
| Weichsel istid                      | Weichsels huvudfas MIS 2              | 24–16                               |
| Weichsel istid                      | Mellersta Weichsel MIS 4–3            | 70–24                               |
| Weichsel istid                      | Odderade - MIS 5a                     | 80–70                               |
| Weichsel istid                      | Rederstall - MIS 5b                   | 90–80                               |
| Weichsel istid                      | Brörup - MIS 5c                       | 100–90                              |
| Weichsel istid                      | Herning - MIS 5d                      | 115–100                             |
| Eem                                 | Eem - MIS 5e                          | 126–115                             |
| Saale istid                         | Warthe - MIS 6 Drenthe - MIS 6        | 200–126                             |
| Saale istid                         | Dömnitz - MIS 7                       | 240–200                             |
| Saale istid                         | Fuhne - MIS 8                         | 300–240                             |
| Holstein                            | MIS 9                                 | 320–300                             |
| Elster                              | MIS 10                                | 380–320                             |
| Cromer                              | MIS 21–11                             | 860–380                             |
| Bavel                               | MIS 63–22                             | 1800–860                            |
| Menap                               | MIS 63–22                             | 1800–860                            |
| Waal                                | MIS 63–22                             | 1800–860                            |
| Eburon                              | MIS 63–22                             | 1800–860                            |
| Tegelen                             | MIS 103–64                            | 2600–1800                           |
| Pretegelen                          | MIS 103–64                            | 2600–1800                           |